# Daniela Giordano
Pour les articles homonymes, voir Giordano.
Daniela Giordano, née le 7 novembre 1948 à Palerme et morte dans la même ville le 16 décembre 2022, est une mannequin et actrice italienne.

## Biographie
Fille d'un fonctionnaire de banque, Daniela Giordano a étudié les langues.
Miss Palerme, elle est élue miss Italie 1966. L'année suivante, elle commence une carrière au cinéma en jouant dans le film Deux Corniauds en folie avec Franco et Ciccio.
Une cinquantaine de films suivent : western, films historiques et comédies, dont dans des comédies italiennes dont Une poule, un train... et quelques monstres de Dino Risi. Elle participe également à plusieurs gialli dont notamment Ton vice est une chambre close dont moi seul ai la clé de Sergio Martino.
Giordano se retire du cinéma en 1980, mettant temporairement fin à sa carrière avec Secrets d'adolescentes de Gérard Loubeau mettant en scène la vedette française du porno Brigitte Lahaie. Elle épouse le photographe de stars Emilio Latini et retourne en Sicile où elle s'intéresse à la parapsychologie et à l'ufologie. En 2015, elle revient brièvement au cinéma avec le film Erba celeste de Valentina Gebbia dans lequel elle tient le rôle principal et qui, pour la première fois de sa carrière, n'est pas doublé.

## Filmographie

### Actrice de cinéma

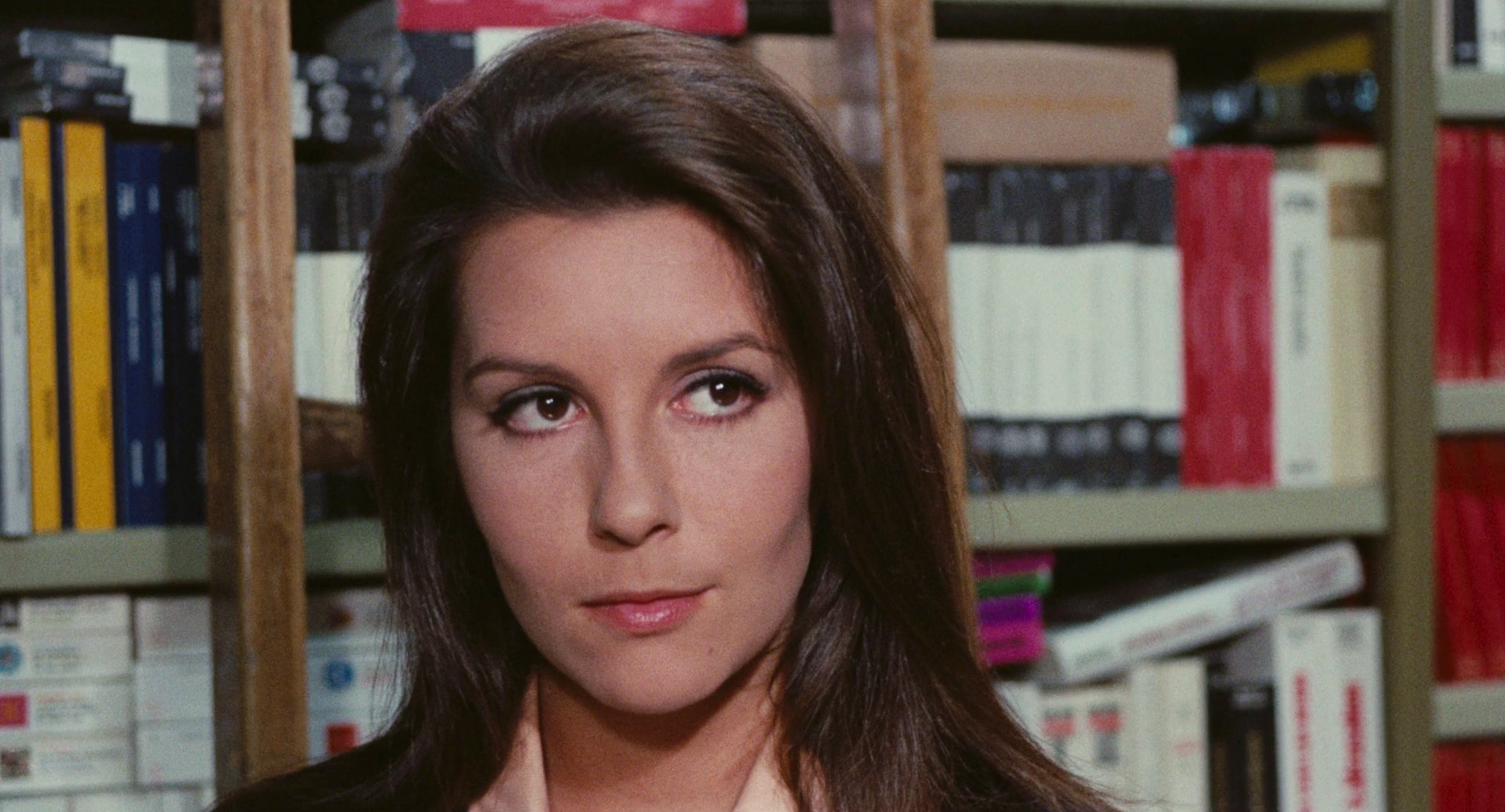
Dans une scène de Ton vice est une chambre close dont moi seul ai la clé (1972).

- 1967 : Deux Corniauds en folie (I barbieri di Sicilia) de Marcello Ciorciolini : Rosina
- 1967 : Play Boy (it) d'Enzo Battaglia : Daniela
- 1968 : Oui à l'amour, non à la guerre (Frau Wirtin hat auch einen Grafen) de Franz Antel : Coralie
- 1968 : Ringo cherche une place pour mourir (Joe... cercati un posto per morire!) de Giuliano Carnimeo : Juanita
- 1968 : Massacre pour un shérif (Il lungo giorno del massacro) d'Alberto Cardone : Paquita
- 1969 : Cinq hommes armés (Un esercito di cinque uomini) de Don Taylor et Italo Zingarelli : Maria
- 1969 : Une poule, un train... et quelques monstres (Vedo nudo), de Dino Risi : Luisa
- 1970 : Bolidi sull'asfalto - A tutta birra! (it) de Bruno Corbucci : Gio' Valdelli
- 1970 : Le Défi des MacKenna (La sfida dei MacKenna) de León Klimovsky : Barbara
- 1970 : Ombre roventi de Mario Caiano : Gail Bland
- 1970 : Bonnes funérailles, amis, Sartana paiera (Buon funerale, amigos!... paga Sartana) de Giuliano Carnimeo : Abigail Benson
- 1971 : Son nom est Pote (Il suo nome era Pot... ma... lo chiamavano Allegria) de Lucio Giachin et Demofilo Fidani
- 1971 : Les Quatre Pistoleros de Santa Trinita (I quattro pistoleri di Santa Trinità), de Giorgio Cristallini : Sarah Baldwin
- 1972 : Dépêche-toi Sartana, je m'appelle Trinita (Trinità e Sartana figli di...) de Mario Siciliano : Martha
- 1972 : Planque-toi minable, Trinita arrive (Scansati... a Trinità arriva Eldorado) de Diego Spataro et Joe D'Amato : Juanita
- 1972 : Ton vice est une chambre close dont moi seul ai la clé (Il tuo vizio è una stanza chiusa e solo io ne ho la chiave)  de Sergio Martino : Fausta
- 1972 : Une nuit mouvementée (Quante volte... quella notte) de Mario Bava : Tina Brandt
- 1972 : Vendredi sanguinaire (Blutiger Freitag) de Rolf Olsen : Dagmar Neuss
- 1972 : La casa de las muertas vivientes (Il cadavere di Helen non mi dava pace) d'Alfonso Balcázar : Ruth
- 1974 : Il était une fois une petite culotte (La cameriera) de Roberto Bianchi Montero
- 1974 : La casa della paura de William Rose : Margaret Bradley
- 1975 : Il vizio ha le calze nere de Tano Cimarosa : Concetta
- 1975 : Rome violente (Roma violenta), de Marino Girolami : L'amie de Betti
- 1975 : Il fidanzamento (it) de Giovanni Grimaldi : Lina, la femme de Vincenzo
- 1975 : Malocchio de Mario Siciliano : Taga
- 1975 : L'infermiera di mio padre (it) de Mario Bianchi
- 1976 : La portiera nuda de Luigi Cozzi
- 1976 : L'Adolescente (L'adolescente), d'Alfonso Brescia : Grazia Serritella
- 1976 : Un toro da monta (it) de Roberto Mauri : Concetta
- 1976 : Le impiegate stradali (it) de Mario Landi : Pucci
- 1976 : Inquisicion de Paul Naschy : Catherine
- 1976 : Karamurat le Vengeur (tr) (Kara Murat Şeyh Gaffar'a Karşı) de Natuk Baytan et Ernst Hofbauer
- 1980 : Secrets d'adolescentes (Le segrete esperienze di Luca e Fanny) de Roberto Girometti et Gérard Loubeau : Marta
- 1982 : L'important c'est de tuer (Dinero maldito) de Sergio Garrone : Claudia
- 1990 : La Fuite au paradis (Fuga dal paradiso) de Ettore Pasculli (it) : Gius
- 2015 : Erba celeste de Valentina Gebbia

### Actrice de télévision
- 1971 : Un'estate, un inverno
- 1973 : Les Aventures extraordinaires du baron von Trenck : Baronne Lazar